# Conțești (okręg Bacău)
Conțești – wieś w Rumunii, w okręgu Bacău, w gminie Sascut. W 2011 roku liczyła 538 mieszkańców.